# Ferrari F2002
A Ferrari F2002 egy Formula–1-es versenyautó, amellyel a Scuderia Ferrari versenyzett a 2002-es Formula–1 világbajnokság során, illetve F2002B néven a 2003-as idény első futamain. Pilótái a négyszeres világbajnok és címvédő Michael Schumacher és Rubens Barrichello voltak. Az F2002 egyike minden idők legsikeresebb Formula–1-es autóinak.

## Áttekintés
Elődjéhez, az F2001-hez képest sokkal könnyebb szerkezet. A korábbi évekhez képest, ahol mindig egy előre legyártott koncepcióból indultak ki, ebben az évben a Ferrari teljesen a nulláról kezdte a fejlesztést. Motorja, a Ferrari Tipo 051 835 lóerőre volt képes, ám időmérő edzéseken ezt 900 lóerőre is fel tudták tornázni. Noha a BMW P81 jelzésű motorja abban az évben erősebb volt, a Ferrari mellett szólt a megbízhatóság, a csekélyebb fogyasztás, és a kisebb tömeg. A kasztni tömegközéppontja nagyon alacsonyan volt, aminek köszönhetően remekül kezelhető autó volt.
A mérnökök egy forradalmian új, gyakorlatilag kuplungmentes váltót készítettek, és mivel az egység nagyon kicsi volt, így az autó hátsó részét is rendkívül keskenyre szabhatták. A Bridgestone külön fejlesztette az autóhoz az abroncsait. Aerodinamikai szempontból jobb volt, mint a vetélytárs Williams, és körülbelül egy szinten állhatott a McLarennel, a Ferrari előnyét az jelentette, hogy a Williams az előző év megbízhatósági gondjai miatt biztonsági versenyeket futott inkább, míg a McLaren a Michelin gumikon és a nehezebb motorjával nem volt már olyan jó ebben az idényben.
A brit Motor Sport magazin szerint, mely az úgynevezett Pomeroy indexet használja az értékelésekkor, az F2002-est egyenesen minden idők leggyorsabb Formula–1-es autójának nevezte. Később azonban az F2004-es modell három pálya kivételével mindegyiken gyorsabb volt nála mindazokon a helyszíneken, ahol mindkét autó versenyzett. Egykörös teljesítmény tekintetében nem volt annyira domináns, mint az 1988-as McLaren MP4/4, sem mint az 1992-es Williams FW14B, hiszen azok 15 pole pozíciójával szemben csak 10-et szerzett, a versenytempó volt az, ami igazán kiemelte a mezőnyből.

## Versenyben
Mivel a forradalmi új technikák kifejlesztése időigényes volt, ezért az év első két versenyét még a 2002-es szabályoknak megfelelően átalakított F2001B-vel kezdte meg a csapat. Brazíliában Schumacher már megkapta az egyik új autót, és rögtön meg is nyerte vele a versenyt. A futam előtt volt egy kisebb felzúdulás, ugyanis Schumacher tartalék autója egy F2001B volt, és mivel a két autó beállításai közt komoly különbségek voltak, ezért felmerült annak a gyanúja, hogy az ő esetében a csapat rendelkezésére kétszer annyi szett gumi áll, mint a többiekére. A Ferrari úgy oldotta meg a problémát, hogy bejelentette: szétosztja két pilótája közt a meglévő gumikat, hogy a csalás gyanúja se merüljön fel.
Ezt követően olyan domináns szezon kezdődött, amit nagyon régen nem láttak a Formula–1-ben. Schumacher még 9 győzelmet aratott az évben (11 összes győzelmével elért egy rekordot is), Barrichello pedig négyet. Az egyetlen verseny, amit az F2002-es nem tudott megnyerni, az a monacói nagydíj volt (ezt leszámítva még a maláj nagydíjon nem nyert a Ferrari, de az az F2001B-vel volt). Schumacher minden versenyén dobogóra állhatott vele, és másodiknál sosem volt rosszabb. Hat futammal a vége előtt, Franciaországban már világbajnok volt, Barrichello második lett az idény végén az összesítésben, a Ferrari pedig konstruktőrként annyi pontot gyűjtött, mint a többi csapat összesen. Dominanciájukra jellemző volt, hogy Belgiumtól kezdve már nem is fejlesztették az autót, és mégis a többiek előtt maradtak.
Kisebb botrányok is történtek a csapat körül, például amikor Ausztriában és az USA-ban pozíciót cseréltek az élen, ami miatt szóba került a csapatutasítások betiltása. A Ferrari 2010-ben keveredett még hasonló botrányba, mint ekkor.
2003 elején, már F2002B néven, újra ezzel az autóval vágtak neki az idénynek, és Schumacher még tudott vele nyerni, az utolsó, San Marinó-i nagydíjon. Ezt követően utódja, az F2003-GA váltotta, mely már nem volt annyira domináns, és Schumachert alaposan megizzasztották a riválisok a bajnoki küzdelemben.

## Eredménylista
(félkövérrel jelölve a pole pozíció; dőlt betűvel a leggyorsabb kör)
| Év   | Csapat                    | Kasztni | Motor        | Gumik | Pilóták            | 1   | 2   | 3   | 4   | 5   | 6   | 7   | 8   | 9   | 10  | 11  | 12  | 13  | 14  | 15  | 16  | 17  | Pontok | Helyezés |
| ---- | ------------------------- | ------- | ------------ | ----- | ------------------ | --- | --- | --- | --- | --- | --- | --- | --- | --- | --- | --- | --- | --- | --- | --- | --- | --- | ------ | -------- |
| 2002 | Scuderia Ferrari Marlboro | F2002   | Ferrari 051  | B     |                    | AUS | MAL | BRA | SMR | ESP | AUT | MON | CAN | EUR | GBR | FRA | GER | HUN | BEL | ITA | USA | JPN | 221*   | 1.       |
| 2002 | Scuderia Ferrari Marlboro | F2002   | Ferrari 051  | B     | Michael Schumacher |     |     | 1   | 1   | 1   | 1   | 2   | 1   | 2   | 1   | 1   | 1   | 2   | 1   | 2   | 2   | 1   | 221*   | 1.       |
| 2002 | Scuderia Ferrari Marlboro | F2002   | Ferrari 051  | B     | Rubens Barrichello |     |     |     | 2   | NI  | 2   | 7   | 3   | 1   | 2   | NI  | 4   | 1   | 2   | 1   | 1   | 2   | 221*   | 1.       |
| 2003 | Scuderia Ferrari Marlboro | F2002B  | Ferrari 051B | B     |                    | AUS | MAL | BRA | SMR | ESP | AUT | MON | CAN | EUR | FRA | GBR | GER | HUN | ITA | USA | JPN |     | 158**  | 1.       |
| 2003 | Scuderia Ferrari Marlboro | F2002B  | Ferrari 051B | B     | Michael Schumacher | 4   | 6   | KI  | 1   |     |     |     |     |     |     |     |     |     |     |     |     |     | 158**  | 1.       |
| 2003 | Scuderia Ferrari Marlboro | F2002B  | Ferrari 051B | B     | Rubens Barrichello | KI  | 2   | KI  | 3   |     |     |     |     |     |     |     |     |     |     |     |     |     | 158**  | 1.       |

* 207 pontot szereztek az F2002-essel.
** 32 pontot szereztek az F2002B-vel.

## Fordítás
Ez a szócikk részben vagy egészben  a   Ferrari F2002 című angol Wikipédia-szócikk ezen változatának fordításán alapul.  Az eredeti cikk szerkesztőit annak laptörténete sorolja fel. Ez a jelzés csupán a megfogalmazás eredetét és a szerzői jogokat jelzi, nem szolgál a cikkben szereplő információk forrásmegjelöléseként.